# مسجد سلطان شیخ‌داد
مسجد سلطان شیخداد مربوط به دوره قاجار است و در یزد، خیابان انقلاب، کوی شیخداد واقع شده و این اثر در تاریخ ۱۷ اسفند ۱۳۸۱ با شمارهٔ ثبت ۷۷۷۲ به‌عنوان یکی از آثار ملی ایران به ثبت رسیده است.